# Dualismo (filosofia della mente)

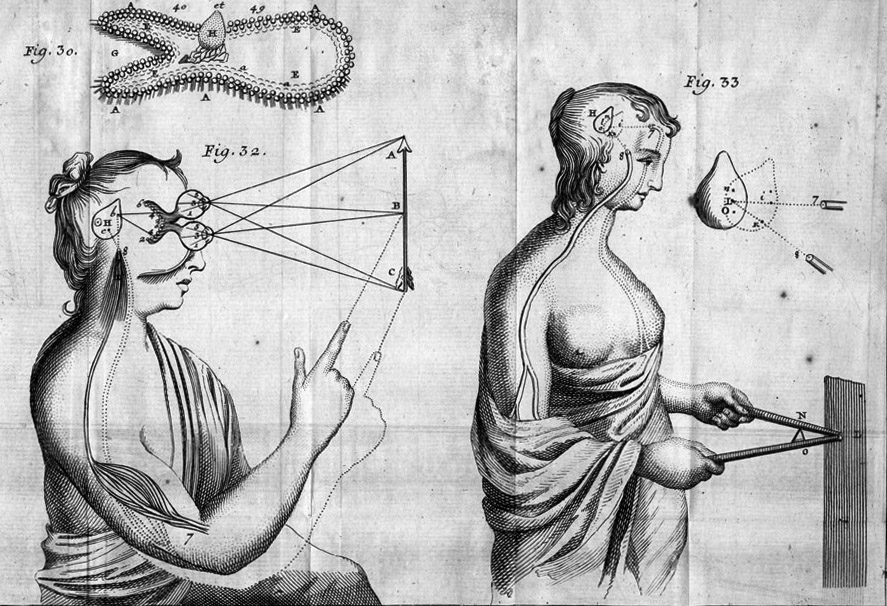
L'interazione tra mente e corpo in due illustrazioni di Cartesio: nella prima gli stimoli esterni verrebbero trasmessi dagli organi sensoriali alla ghiandola pineale nel cervello, e in tal modo recepiti dallo spirito immateriale; quest'ultimo a sua volta, nel secondo disegno, impartisce un comando veicolato agli arti

In filosofia della mente il dualismo è una concezione teorica che vede un qualche tipo di separazione tra la mente ed il corpo, in particolare il cervello, tali da collocarli in due ambiti separati. 
Si contrappone alle concezioni moniste, che riducono l'intera realtà ad un unico principio, sia esso la materia/energia (materialismo o fisicalismo), sia esso la mente (idealismo immateriale come inteso da Berkeley o lo spiritualismo di Henri Bergson).

## Definizione del problema
Se mente e corpo (cervello) sono a prima vista completamente separati e non possono interagire, come si possono spiegare la gran moltitudine dei fenomeni di cui abbiamo esperienza nella vita di tutti i giorni?
Esempi:
- Se il mio corpo si ferisce, è la mente a sentire il dolore;
- La mia volontà muove il corpo;
- La mente sembra essere cosciente del corpo e tramite questo percepisce gli oggetti nel mondo;
- La mente dipende dallo stato del corpo;
- Nel sonno, la mente sogna;
- Lo stato della mente può essere alterato dall'assunzione di sostanze psicotrope (alcol compreso) o anche dalla semplice malattia;
- Lo stato della mente può essere influenzato da circostanze fisiche che coinvolgono il corpo (come nel caso delle vertigini).

Nell'esperienza quotidiana ci si imbatte in una distanza incolmabile tra fenomeni fisici e fenomeni psichici, ad esempio nell'intenzionalità o nella differenza tra leggi causali e leggi associative.

### Dualismo cartesiano

Modello del «teatro cartesiano» che esemplifica quello mentale di Cartesio, il quale duplica anziché risolvere il problema del rapporto mente-corpo, immaginando un minuscolo teatro nel cervello umano in cui un omuncolo osserva tutti i dati sensoriali come fossero proiettati su uno schermo e si assume il compito di prendere le decisioni

Il dualismo fu introdotto nella storia della filosofia moderna da Cartesio, ma effettivamente è un concetto molto più antico, che compare infatti già nelle opere di Platone. Il problema mente-corpo come viene considerato oggi viene però ricondotto alla formulazione di Cartesio. 
Uno degli argomenti addotti da Cartesio è che se posso immaginare un sistema meccanico (usando solo materia e movimento) per descrivere il comportamento di un fenomeno, con ciò ho anche dato una spiegazione meccanica ed il fenomeno può (e dovrebbe) essere studiato dalla meccanica (effettivamente ad un livello fondamentale della fisica). Solo due fenomeni, secondo Cartesio, sfuggono alla capacità esplicativa della meccanica: la mente e il linguaggio. Per questi due fenomeni perciò si doveva introdurre una spiegazione al di fuori dal dominio della meccanica, e quindi in un dominio ontologicamente separato dalla materia. Cartesio denominava la materia, riferendosi alla sua proprietà più elementare, res extensa, e la mente res cogitans. Queste erano le due sostanze ontologicamente separate tra cui non poteva esistere alcuna influenza di tipo causale.
Ovviamente questa soluzione rendeva impossibile rispondere alle domande enunciate in apertura. Alla fine della sua vita Cartesio modificò alcuni aspetti della sua teoria nello scritto Le passioni dell'anima. Qui sostenne che la mente (o l'anima) ed il corpo non sono separati come un capitano e la sua nave, ma che sono intimamente legati e addirittura mischiati. Esisterebbe un punto privilegiato dove mente e corpo interagiscono: la ghiandola pineale. Attraverso il nostro corpo, lungo i nostri nervi correrebbero certi "spiriti animali" che funzionano da messaggeri per i nostri sensi, mediando l'interazione mente-corpo. In effetti con questa mossa Cartesio cambiò posizione, diventando a tutti gli effetti interazionista.

## Argomenti a favore del dualismo
Il dualismo tradizionalmente si fonda sulla diversità di proprietà tra la mente e i corpi: in base al principio degli indiscernibili di Leibniz, se due enti hanno proprietà diverse, sono necessariamente distinguibili. Come già aveva anticipato Cartesio, viene rilevato come gli oggetti fisici sono caratterizzati da estensione (dimensioni spaziali) e divisibilità, e vengono conosciuti in modo indiretto e “pubblico”. Viceversa la coscienza e il pensiero sembrano caratterizzati da:
- Soggettività: i fenomeni mentali sono conoscibili solo in prima persona, immediatamente; sono dotati di “privatezza” e accesso privilegiato. Infatti gli stati mentali altrui si possono solo dedurre dal comportamento e restano incerti
- Immunità dall'errore: se vedo un’ombra che sembra es. un gatto, posso sbagliarmi sul fatto che sia un gatto, ma non sul fatto di aver percepito un’ombra, o sul fatto che la percezione sia mia e non di un altro
- Qualia: l’aspetto qualitativo delle sensazioni, “che effetto fa” essere in un certo stato
- Unità e identità: le varie percezioni vengono esperite all'interno di un campo di coscienza unificato; campo che persiste nel tempo e definisce le identità delle persone
- Intenzionalità: molte esperienze si riferiscono a, vertono su, qualcosa al di là di esse (es. pensare al sole, che dista 150 milioni di km dalla terra)

La prospettiva più diffusa tra gli scienziati cognitivi, il materialismo (o fisicalismo), ritiene che gli eventi mentali siano identici a eventi fisici, o riducibili a eventi fisici (le varie forme di riduzionismo, tra cui il funzionalismo), o addirittura inesistenti. I filosofi della mente avversi a tale ipotesi (anche se non necessariamente dualisti) hanno elaborato alcuni argomenti o esperimenti mentali per confutarla, argomenti che fanno leva o sull'aspetto qualitativo (qualia) delle esperienze coscienti, rispetto alla conoscenza dei fenomeni dall'esterno, oppure sulla concepibilità (modale) di una mente distinta dal corpo.
- L’inversione dello spettro: due persone potrebbero avere lo spettro cromatico invertito, es. quando una vede verde l’altra vede rosso. Le esperienze interne divergono, anche se il comportamento esterno è lo stesso;
- L’esperienza di un pipistrello[4]: un umano potrebbe avere una conoscenza completa della neurofisiologia dei pipistrelli. Ma mancherebbe ancora qualcosa: cosa si prova a essere un pipistrello?
- Ciò che Mary non sapeva[5]: Mary è una neuro-scienziata che sa ogni cosa sulla percezione dei colori; tuttavia, essendo sempre vissuta in un ambiente in bianco e nero, non sa come appare effettivamente, ad esempio, il colore rosso;
- La stanza cinese: una persona, chiusa una stanza, dotata di caratteri cinesi e di un manuale per rispondere a tutte le domande, potrebbe superare il test di Turing, senza tuttavia sapere la lingua cinese. Un computer infatti manipola simboli a livello sintattico, mentre la mente umana assegna ai simboli un significato:
- La concepibilità degli zombi[6]: è logicamente possibile che esista uno zombi esattamente simile a me, molecola per molecola, ma senza alcuna vita mentale. La spiegazione neurobiologica della coscienza non può dar conto di questa differenza;
- I designatori rigidi[7]: le relazioni di identità (es. acqua = H2O) se sono vere, lo sono necessariamente. Ma la relazione es. tra il dolore e la stimolazione delle fibre-C è contingente, dunque i due fenomeni non sono identici.

### Problemi
Il dualismo deve peraltro affrontare una serie di problemi di non facile soluzione, che ruotano intorno al ruolo della causalità:
- Interrelazione tra mente e corpo: già dai tempi di Cartesio ci si interroga su come la mente possa interagire con il corpo, e viceversa, se si tratta di sostanze ontologicamente diverse[8]
- Compatibilità con la visione scientifica del mondo: la causalità mentale sembra contraddire il principio di chiusura causale del mondo fisico, e più specificamente la legge di conservazione dell’energia in un sistema chiuso[9]
- Causazione: se si ritiene che uno stato mentale produca effetti nel mondo fisico (es. decido di alzare un braccio e il braccio si alza), come si concilia questa spiegazione con quella chimico-fisiologica dello stesso evento? Se vuole evitare l’epifenomenismo, il dualismo rischia di cadere nella “sovradeterminazione causale” (lo stesso evento ha due cause)

## Concezioni dualistiche
I diversi tipi di dualismo della mente possono essere ricondotti a quattro categorie:
1. dualismo metodologico (connesso al dualismo epistemologico): la sfera mentale viene conosciuta in modo diverso da quello in cui viene esperita la sfera "naturale";
2. dualismo concettuale intensionale: la sfera mentale e quella fisica sono linguisticamente e fenomenologicamente distinte, ma può essere che vi sia una corrispondenza tra le estensioni dei predicati psicologici e fisici;
3. dualismo concettuale estensionale: non vi può essere corrispondenza tra le descrizioni dei fenomeni psicologici e di quelli fisici;
4. dualismo ontologico, la versione più radicalmente opposta al monismo, ulteriormente suddivisibile in:
  - dualismo delle sostanze: corrispondente al dualismo cartesiano classico, vede mente e cervello come due sostanze diverse;
  - dualismo delle proprietà: la sostanza può essere la stessa, ma il pensare e la materialità sono aspetti completamente separati ed irriducibili l'uno all'altro.

Il dualismo ontologico ha quindi il problema di spiegare come avviene l'interazione tra mente e corpo. Tre sono le risposte:
- l'interazionismo
- il parallelismo
- l'epifenomenismo.

### Interazionismo
È una teoria radicalmente dualista: pensiero e corpo sono due sostanze separate ed il processo percezione-azione passa attraverso la mente, cioè uno stimolo produce un certo correlato neuronale, che causa uno stato mentale percettivo, il quale essendo mentale non appartiene al mondo fisico. Tale percezione mentale produce liberamente una decisione, che agisce sul mondo fisico, producendo a sua volta uno stato mentale. 
La volontà ed il libero arbitrio sono dunque entità che nulla hanno a che fare con il cervello. Uno dei problemi più rilevanti di questa teoria è il fatto che vìola il principio di chiusura del mondo fisico: infatti un evento mentale, e dunque non appartenente al mondo fisico e materiale, produrrebbe una certa attivazione di neuroni, o comunque un evento fisico; l'universo perciò non sarebbe un sistema chiuso.
Nel pensiero contemporaneo una nota teoria interazionista è stata sostenuta dal filosofo Karl Popper e dal neurofisiologo John Eccles. La "teoria dei tre mondi" prevede una tripartizione ontologica: il "Mondo 1" è composto dagli oggetti fisici e dai fatti naturali, il "Mondo 2" dagli stati di coscienza soggettivi e il "Mondo 3” dai contenuti del pensiero, ossia le teorie. Dal mondo fisico emerge la vita cosciente, e da essa il regno della conoscenza e della cultura. Cervello e mente sono connessi tramite campi di probabilità quantistica.

### Parallelismo
Più vicino al dualismo della proprietà, vede la corrispondenza perfetta tra due processi che avvengono parallelamente a livello mentale e fisico, senza interazione: è la soluzione sostenuta da Spinoza, per il quale pensiero ed estensione sono due attributi diversi ed eterogenei di una medesima sostanza.
Un’altra antica concezione parallelista (corpo e mente procedono affiancati senza "toccarsi") è l’occasionalismo di Melebranche: Dio è l'unica vera causa che fa corrispondere le modificazioni corporee con le sensazioni e volontà dell’anima.

### Epifenomenismo
La versione meno rigida del dualismo, considerata da Popper una conseguenza necessaria del materialismo. La mente viene considerata un epifenomeno del corpo: lo strato fisico genera l'aspetto mentale che però non retroagisce sul corpo.
Il mentale sarebbe così un prodotto inerte, "come il fischio di una locomotiva a vapore che accompagna il funzionamento del motore senza influenzarlo" (T.H. Huxley).

## Il dualismo oggi
Al giorno d'oggi il dualismo pone ancora numerosi problemi. Molte proprietà della mente non sembrano essere spiegabili in termini neurologici, quindi si deve ancora supporre, come faceva Cartesio, che la mente necessiti di un trattamento speciale. Anche se nelle scienze cognitive pochi credono ad un dualismo radicale come quello originario di Cartesio, si riconosce che il problema mente-corpo sia un problema serio, esemplificato da fenomeni quali l'intenzionalità e le difficoltà incontrate nell'intelligenza artificiale. Di conseguenza si sono sviluppate molte posizioni nella filosofia della mente per risolvere questo problema, spesso di carattere riduzionista. Filosofi contemporanei che sostengono in modo forte e netto una prospettiva dualista sono, oltre a Popper-Eccles,, Howard Robinson John Foster, e Richard Swinburne.
Secondo Antonio Damasio, «l’abissale separazione tra corpo e mente» è l’ostacolo principale a una teoria neuroscientifica del sé e delle emozioni.
Recentemente le neuroscienze e lo sviluppo di discipline quali la genomica psicosociale (grazie ai lavori di importanti neuroscienziati quali Eric Kandel e Ernest Lawrence Rossi e altri) conducono una critica verso le varie forme di dualismo fornendo nuove spiegazioni al problema filosofico cartesiano mente-corpo. Il problema di come la mente (e le sue creazioni quali per esempio la matematica) possa efficacemente comprendere il mondo fisico sarebbe spiegato grazie ai fenomeni di neuroplasticità secondo i quali, attraverso l'esperienza, il cervello si modifica a livello di connessioni sinaptiche creando al suo interno strutture cognitive (generate quindi dal mondo esterno) che si rivelano poi efficaci per descrivere la realtà stessa che le ha formate. Il famoso problema della "irragionevole efficacia della matematica" posto da Eugene Wigner sarebbe spiegato nell'ambito di queste nuove discipline. Sarebbe l'esperienza della realtà a plasmare la nostra mente rendendola quindi in grado di "comprendere" la realtà stessa.
Il massiccio utilizzo dei social media sta facendo emergere una nuova forma di dualismo tra il corpo rappresentato e il corpo percepito. L'individuo sviluppa una sorta di conflittualità tra l'immagine costruita con i social media, attraverso ad esempio selfie ritoccati dai filtri, e il proprio reale aspetto.